# Грузинська література

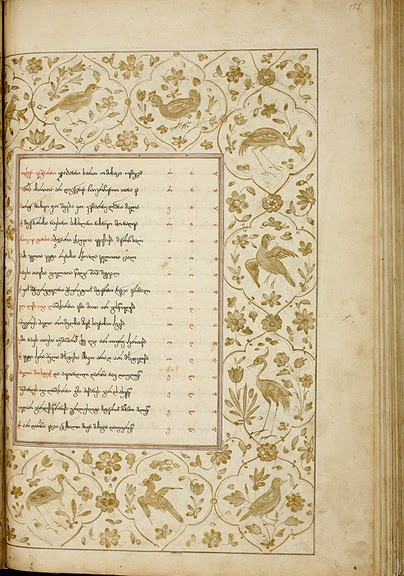
Сторінка з величного твору грузинської літератури — поеми «Витязь у тигровій шкурі»

Грузинська література — (груз. ქართული ლიტერატურა) — сукупність письмових творів грузинською мовою, що є державною мовою Грузії.
Грузинська історична середньовічна література є важливим джерелом висвітлення історії регіону, однак збереглась дуже погано. Найвідомішим твором грузинської літератури вважають поему Шота Руставелі «Витязь у тигровій шкурі».

## Історія

### Раннє середньовіччя, V–IX століття
Грузинська література виникла у V столітті. З V до XI століття вона мала виключно церковно-релігійний зміст. Перша пам'ятка грузинської літератури, що збереглась, — твір Якова Цуртавелі «Мучеництво святої цариці Шушанік» (написано між 475 та 484 роками), однак нині існує думка, що найбільш раннім грузинським твором є «Життя святої Ніни».
У ранньому середньовіччі було створено кілька «життів» і «мучеництв» (агіографічні твори), декотрі з яких дістались сучасності у перероблених редакціях пізнього часу. Художню цінність являють «Мучеництво Або Тбілелі» Іоанна Сабанісдзе, створене у VIII столітті, та «Навернення Грузії», написане на межі VIII—IX століть. З VII століття відомий церковно-полемічний твір католикоса Кіріона (збереглись уривки вірменською).
Перші пам'ятки гімнографічної поезії (пісноспіви) належать до VIII–IX століть, до X століття такий вид поезії сягнув найвищого рівня розвитку. Одним із перших гімнографів був, імовірно, Григорій Хандзтелі, який жив на межі VIII–IX століть. До X століття належить чудовий гімнографічний твір Синайського письменника Іоанна-Зосима «Хвала і славослів'я грузинській мові».

### Високе та пізнє середньовіччя, X–XVI століття
X століття — доба процвітання грузинської гімнографії. Серед гімнографів найвідомішими були Стефан Сананоїсдзе, Іоанн Мтбеварі, Іоанн Мінчхі, Мікел Модрекілі та інші. В XI столітті формувалась власне грузинська історична література. Перші грузинські історики — Леонтій Мровелі, Сумбат Давітісдзе, Джуаншер Джуаншеріані. Вони, будучи здебільшого наближеними людьми царів, переважно мали на меті змалювання їхнього царювання.
Від XI століття до сучасності дісталось «Життя Вахтанга Гаргасара», праця Джуаншера. Автор викладав історію Грузії V століття, підсумки правління такої яскравої особистості, як Вахтанг I Горгасал, започаткування католикосату, надавав відомості про печенігів.
Невідомий автор «Хроніки Грузії» (написано у XI столітті) охоплює період часу від V до VI століття. У ній прослідковується історія зміцнення царської влади в Грузії шляхом поступового об'єднання окремих грузинських князівств. Невідомому автору належить також праця, що охоплює події XIII—XIV століть.
У Грузії XIII століття було складено літописну збірку, так зване «Життя Грузії» (Картліс Цховреба). Та збірка, що поступово поповнюється, дісталась сучасності у багатьох списках. Найдавнішими є — збірка XIII століття та варіант збірки XIV століття.
У XII–XIII століттях було створено чудові пам'ятки грузинської літератури. Слід відзначити «Покаянний канон» Давида Агмашенебелі (Будівельника). Ці пісноспіви — блискучий зразок високої поезії, що відзначається глибиною змісту та своєю художньою формою. В них Давид кається у власних гріхах, але його хвилювання та покаяння набувають загальнолюдського звучання.
Дотепер дійшли також кілька ямбічних віршів Деметре I (у чернецтві — Даміане), з яких популярним став присвячений Богородиці ямб «Шен хар венахі» («Ти, лоза виноградна»).
Чудовою пам'яткою світської літератури є роман «Амірандареджаніані», написаний Мосе Хонелі. В ньому йдеться про героїчні пригоди Амірана та його друзів (сюжет твору побудовано в такому плані, що оповідання ведеться від імені соратника Амірана — сивого старця Саварсамісдзе, який розповідає про себе й Амірана індійському царю Абесалому). Це — написаний у прозі богатирський епос, в якому переплітаються міфологічні й казкові мотиви, але в той же час в ньому відображаються моральні ідеали сучасного грузинського суспільства, його звичаї та традиції. «Амірандареджаніані» був надзвичайно популярним романом. Про це свідчить хоча б той факт, що у Сванеті стіну одного з храмів розписано (щоправда, це було пізніше, у XIV–XV століттях) сценами з цього твору.
Визначними літературними пам'ятками є «Тамаріані» (автор — Чахрухадзе) та «Абдул-Мессія» Іоане Шавтелі («Абдул Масіх» арабською означає «раб Христа»). В «Тамаріані» вшановуються чудові особисті якості цариці Тамар, її душевна чистота, прекрасна зовнішність, розум і талант державного діяча. Разом із Тамар, автор оспівує Давида Сослана та Георгія-Лашу. В «Абдул-Мессії» оспівуються діяння Давида Сослана й цариці Тамар.
У XII столітті грузинською було перекладено роман «Вісраміані», в основі якого лежить перська поема XI століття «Віс о Раміні» про кохання Віса і Раміна.
Вершиною грузинської поезії є поема Шота Руставелі «Витязь у тигровій шкурі». Шота Руставелі походив із месхетського Руставі. За часів володарювання цариці Тамар упродовж певного часу займав посаду мечурчлетухуцеса (державного скарбничого). Останні роки життя Шота Руставелі провів у Єрусалимському Хрестовому монастирі. За його сприяння монастир було реконструйовано, а стіни вкрито розписом. Там же, на стіні монастиря збереглось його фрескове зображення.

### XVII–XVIII століття
В історичній праці Парсадана Горгіджанідзе (XVII століття) найцікавішим є змальований автором як сучасником період часу від 1636 до 1696 року. Сехніа Чхеїдзе є автором історії Грузії, що охоплює події до 1739 року. Оману Херхеулідзе належить історія царювання Іраклія II, доведена до 1780 року.
Першу спробу складання історії Грузії з застосуванням наукових методів було здійснено в капітальній праці знаменитого історика й географа царевича Вахушті, сина Вахтанга. Працю завершено 1745 року «в царственому граді Московії, на Пресні».

### XX
Поети-символісти:
- Шалва Апхаїдзе
- Валеріан Гапріндашвілі
- Георгій Леонідзе
- Колау Надірадзе
- Паоло Яшвілі
- Ніколоз Міцішвілі
- Шалва Кармель
- Серго Клдіашвілі
- Тиціан Табідзе

### Радянський період

Делегати першого з'їзду радянських письменників

Встановлення Радянської влади в Грузії (1921) характеризувалося гострою ідеологічною боротьбою. З 2-ї половини 20-х pp. представники грузинської літератури вже відображали нову соціалістичну дійсність, героїчне революційне минуле грузинського народу (Г. Табідзе, Г. Леонідзе, М. Джавахішвілі, Л. Кіачелі, Й. Грішашвілі, С. Чиковані, Ш. Дадіані, Н. Міцишвілі). В 30-і pp. в літературі остаточно утвердився як основний творчий метод соціалістичний реалізм (К. Лордкіпанідзе, К. Гамсахурдіа, І. Абашидзе, Г. Абашидзе, О. Кутатпелі та ін.).
Поети Мірза Геловані, Георгій Напетварідзе, Северіян Ісіані, Володимир Убілава, критик Олександр Сулава, - загинули на фронтах німецько-радянської війни.

### Сучасна література
До сучасних грузинські авторів належать, зокрема, Ака Морчиладзе, Раті Амаглобелі, Соломія Бенідзе, Лаша Бугадзе, Ґурам Дочанашвілі, Наіра Ґелашвілі, Георгій Кекелідзе та Ніно Ґаратишвілі.